# الحي المحمدي
الحي المحمدي ويًعرف أيضًا باسمِ كريان سنطرال هو أحد أكبر أحياء الدار البيضاء وأحد أشهر الأحياء في المغرب.

## التاريخ
كان الحي محمدي قبل عشرينات القرن الماضي مجالا فلاحيا ليخضع لعدد من التحولات أهمها ظهور السكن العشوائي المسمى بكاريان سنطرال كسكن عمالي، هذا التحول كان نتيجة الهجرة من مختلف القرى المغربية للعمل في مقالع الأحجار التي وجدت في تلك المنطقة. كما عرف هذا الحي عددا من التغيرات المرتبطة بقرارت السلطة الفرنسية في ذلك الوقت ليعرف ظهور ما سمي:"البلوكات" منها: بلوك "الرياض"."الكدية"."السعادة"  والعمارات كتجربة سكن عمودي أولى في المغرب.
من أهم أحياء الحي المحمدي درب مولاي الشريف أو ماعرف سابقا بديور الحاج مبارك، هذا الحي الذي سينتقل بعد ذلك ليصبح مركزا أمنيا فكر في بنائه المستعمر الفرنسي بادئ الأمر، لكن تنفيذه بدأ فعليا بعد حصول المغرب على استقلاله تحديدا سنة 1959. ليصبح واحدا من السجون الأكثر قتامة في تاريخ المغرب الحديث.
يعد الحي محمدي من أهم مراكز مقاومة الاستعمار الفرنسي في المغرب وقد عرف سنة 1953 ثورة تسمى بثورة كاريان سونطرال، ما دفع بالملك محمد الخامس للقيام بأول زيارة لهذا الحي بعد أن عاد من منفاه وكان أول حي يزوره في الدار البيضاء ويغير اسمه من كاريان سنطرال إلى الحي المحمدي تكريما لوفاء وتضحيات أبنائه وبناته.
لا يمكن التحدث عن تاريخ الحي محمدي دون أن نعرج على الحركية الثقافية والفنية والرياضية التي انطلقت مع خمسينيات القرن الماضي بتدشين سينما السعادة سنة 1953 وعرض أول فلم بها سنة 1954. اما في المجال الرياضي فقد جرى تأسيس نادي الاتحاد البيضاوي الرياضي المعروف باسم الطاس سنة 1946 على يد مجموعة من رجال الحركة الوطنية ومن بين من ترأسه في تلك الفترة المناضل والوزير الأول عبد الرحمان اليوسفي ليكون فرصة لتأطير شباب المنطقة ومقاومة الاستعمار الفرنسي.
بعد حصول المغرب على استقلاله سيتحول الحي المحمدي لمنارة ابداع وخلق حيث سينتج نظرا للتنوع الثقافي والفكري الذي يميزه ظاهرة فريدة طبعت الموسيقى والفن المغربي وهي ظاهرة المجموعات الموسيقية والتي جمعت ومزجت بين عدد من الألحان المغربية التراثية مع اعتماد قصائد سميت بالملتزمة لمعالجتها مواضيع سياسية واجتماعية خارجة علي النمط السائد في أواخر الستينات من القرن الماضي ومن أشهر هذه المجموعات التي انطلقت من الحي المحمدي وبلغت شهرتها مبلغا عالميا: مجموعة ناس الغيوان، مجموعة جيل جيلالة، مجموعة المشاهب...
وقد عرف الحي محمدي أيضا بروز عدد من الفنانين المغاربة الذين نشؤوا وتأطروا داخله من أبرزهم محمد مفتاح عبد الخالق فهيد وحسن فلان وعبد الإله عاجل...، كما أن الحي المحمدي كان وما زال محتضنا لعدد من جمعيات المجتمع المدني من أهمهم جمعية الشعلة وهي الآن جمعية وطنية يبلغ عدد فروعها 100 فرع تنشط في جميع ربوع المملكة المغربية.

## أزقة الحي المحمدي
- مشروع الحسن الثاني
- درب مولاي شريف
- السعادة
- العنترية
- حي عادل
- الفوارات
- الموحدين
- درب السعد
- الديوانة
- سوق السلام
- الحرية
- التقدم
- الكدية

## الثقافة الشعبية
تنازعت الحي المحمدي (كريان سنطرال) حركات الدفع والجدب مما جعله يعرف مجموعة من الممارسات والأعراف، بفعل تجانس معظم العائلات التي استقرت به والتي كانت في الغالب تنحدر من نفس الدوار بالبوادي والمناطق التي نزحت منها، مما شكل تجمعات تَكُون أحيانًا قبلية أو عشيرية تتبع في حياتها اليومية نفس الشكل ونفس التعامل، وتعيش على نفس الطقوس التي كانت تعيش عليها قبل النزوح.

### الفلكلور
عَرف الحي المحمدي مجموعة من الفرق الفلكلورية التي كانت تقدم عروضها بزنقة «لامنطواز» التي كانت تتوسَّط من جهة الجنوب كريانات الخليفة، البشير، العرش والرحبة ومن جهة الشمال درب مولاي الشريف وهذه الفرق لم تكن فرقًا محترفةً، بل كانت تتكون من مجموعة من السكان ينتمون لنفس القبيلة، يغتنمون عطلتهم الأسبوعية من أجل الترفيه على أنفسهم والتعريف بمنتوجهم الفني. من أهم هذه الفرق:
- فرقة ورزازات: كانت تؤدي هذه الفرقة رقصاتٍ مختلفةٍ وعلى رأسها رقصة السيوف وهي رقصة تبدأ بموالٍ مصحوبٍ بضربات صادرة عن دف مربع ليخرج من بين الراقصين محاربان بسيفيهما يتبادلان الضربات المتقاطعة يمينا وشمالا مع إيقاع هادئ وإنشاد جميل مستوحى في مجمله من الملحون المغربي الصرف.
- هداوة: جُلُّ المنتمين إلى هذه المجموعة كانوا يقطنون بكريان هداوة، وقد تميز أعضاء المجموعة من حيث الشكل بإهمال ملابسهم التي كانت تستميل إلى مجموعة من الرقع الملونة، وكذا بإهمالهم لشعر رؤوسهم الذي كان يتناثر في شكل غير منتظم على أكتافهم، أما إنشادهم فكان يعتمد على الجمل المرتبطة بالمناداة على الله، وعلى أوليائه الصالحين مع إيقاعٍ صادرٍ عن آلة الإيقاع الدعدوع (وتُعرف محليًا باسمِ الدربوكة) التي كانوا يضعونها على أكتافهم.

### فضاء الحلقة
اشتهر الحي المحمدي خلال عقد الخمسينات سواء قبيل الاستقلال أو بعده بسوقٍ خاصٍ تُقام فيه الحَلْقَة، ومكانها كان يتواجد بمحاذاة شارع فم الحصن حيث مثَّل هذا الشارع سوقًا رائجةً يفد إليها عدد كبير من أقطاب الحلقة بالمغرب. إلى جانب الفرجة الترفيهية، كان هناك الوُعَّاظ والإخباريين والمحدثين (رواة السيرة النبوية وقصص الأنبياء) إلى جانب السحرة، وأطباء الأعشاب وضاربي الفال وبائعي ألعاب الحظ وغيرهم.